# Arctanthemum hultenii
Arctanthemum hultenii là một loài thực vật có hoa trong họ Cúc. Loài này được (A) Yakovlev mô tả khoa học đầu tiên năm 1985.